# Petronella Göring
Petronella „Petra“ Paula Luise Göring (* 15. November 1906 in Wien; † 21. Jänner 1968 ebenda) war eine österreichische Pianistin und Komponistin.

## Leben
Petronella Göring war die Tochter des aus Wolhynien stammenden Zahnarztes Peter Göring und der Paula Theresia, geb. Sikor. Sie wurde schon früh musikalisch gebildet, so  besuchte sie mit ihrer Mutter regelmäßig Konzerte und Opernaufführungen und erhielt mit fünf Jahren den ersten Klavierunterricht. Ab 1918 studierte sie an der Akademie für Musik und darstellende Kunst in Wien zunächst vier Jahre bei Josef Hofmann, danach bei Alexander Manhart und Carl Prohaska und kurz bei Viktor Ebenstein. 1926 wurde sie wegen „renitenten Benehmens“ vom Studium ausgeschlossen. Daraufhin wurde sie Privatschülerin von Hans Gál, der sie in Klavier, Harmonielehre und Kontrapunkt unterrichtete. Sie strebte eine Karriere als Pianistin an und debütierte am 11. November 1929 im Kleinen Saal des Wiener Musikvereins, wo sie auch zwei eigene Kompositionen aufführte. Von 1930 bis 1934 studierte sie Klavier, Kontrapunkt, Komposition und Instrumentation bei Josef Lechthaler, dem damals bedeutendsten Vertreter der Kirchenmusik der Moderne. 1932 legte sie die Staatsprüfung in den Fächern Klavier, Harmonielehre und Kontrapunkt ab. 1941 konvertiere die Mennonitin zum katholischen Glauben.
Trotz ihrer Ausbildung konnte Petronella Göring als Klavierlehrerin nicht Fuß fassen. 1941 erhielt sie eine Stelle an der Wiener Musikschule im fünften Bezirk, die sie im selben Jahr wegen „politischer Unzuverlässigkeit“ wieder verlor. 1943/44 unterrichtete sie kurze Zeit an der privaten Musikschule Horak, um 1960 war sie Klavierlehrerin am Theresianum, was für einen bescheidenen Lebensunterhalt sorgte.
Anpassung und Opportunismus lagen ihr nicht, der Umgang mit den bestehenden Strukturen und Netzwerken fiel ihr schwer. Sie zog sich im Lauf der Zeit aus ihrer als feindlich wahrgenommenen Umwelt zurück und entwickelte psychotische Züge. 1968 starb sie nach längerem Leiden in Wien.
Seit dem Studium komponierte Göring, ihr Werk umfasst alle wesentlichen Gattungen der klassischen Musik. Sie schuf Messen, ein Requiem, Streichquartette, Orchesterwerke, eine Oper und ein Singspiel sowie neun Symphonien. Anfangs konzentrierte sie sich auf kleinere Gattungen, häufig für das Klavier. Ab etwa 1934 bildete, beeinflusst durch Josef Lechthaler, Kirchenmusik den Schwerpunkt. Ihre Kompositionen blieben bewusst der Klassik und Romantik verpflichtet, die seit Anfang des 20. Jahrhunderts aufgekommenen neuen, avantgardistischen Musikströmungen lehnte sie als Modeerscheinungen ab. Zeitgenossen unterstellten ihr, sie „schreibe wie Josef Haydn“. Auch als Komponistin hatte sie wenig Erfolg, trotz unzähliger Versuche gelang es ihr nur selten, bei künstlerischen Darbietungen mitzuwirken. Zwei Mal erhielt sie den Kompositionspreis der Wiener musikhistorischen Gesellschaft. Einige Werke wurden zum Teil mehrfach aufgeführt, aber keines gedruckt. Die erste Einspielung eines ihrer Werke erfolgte erst 2023. Ihren Nachlass von über 350 Musikhandschriften vermachte sie der Musiksammlung der Österreichischen Nationalbibliothek.

## Werke
- Requiem, op. 6
- Deutsche Singmesse für Volksgesang und Blasorchester, op. 9
- Weihnachts-Oratorium, op. 11
- Die Passion, op. 12
- Weihnachts-Hirten Kantate, op. 18
- Petrarca-Sonate für Klavier, op. 37 (1946)
- Die Sonne der Herzen, Oper, op. 69 (Libretto: Josef Gorbach)
- Christkindleins Einzug, Singspiel, op. 70 (Libretto: Josef Gorbach)
- Lorbeer, Liederzyklus, op. 76 (mit Texten aus Beethoven-Briefen)
- Der Staatsvertrag im Belvedere für Orchester, op. 81 (1965)
- Der Dekalog, op. 154
- neun Symphonien